# Epithemis mariae
Epithemis mariae är en trollsländeart som först beskrevs av Harry Hyde Laidlaw, Jr. 1915.  Epithemis mariae ingår i släktet Epithemis och familjen segeltrollsländor. IUCN kategoriserar arten globalt som livskraftig. Inga underarter finns listade i Catalogue of Life.